# Arnoud Karel Herman Breebaart
Arnoud Karel Herman Breebaart (Teteringen, 20 september 1906 – 26 september 1953) was een Nederlands politicus van de PvdA. 
Hij werd geboren als zoon van Adriaan Cornelis Breebaart (1874-1969, eerste luitenant) en Maria Jacoba Adriana Nisa Klokke van Steenwijk (1874-1968). Hij trad in 1933 in dienst bij de gemeente Nootdorp en tijdens de Tweede Wereldoorlog werkte hij bij het bevolkingsregister in Den Haag. Vanwege illegale activiteiten werd Breebaart door de Duitsers gevangengenomen. Na de bevrijding werkte hij in Den Haag bij het Provinciaal Bureau voor de verzorging van Oorlogsslachtoffers. Midden 1946 werd Breebaart benoemd tot burgemeester van Poortugaal. Na een langdurige ziekte overleed hij tijdens dat burgemeesterschap in 1953 op 47-jarige leeftijd. 